# Berbiguières
Berbiguières est une commune française située dans le département de la Dordogne, en région Nouvelle-Aquitaine. Autrefois nommée Berbière sur la carte de Cassini.

## Géographie

### Généralités
Dans le quart sud-est du département de la Dordogne et bordée par la Dordogne, la commune de Berbiguières est située en Périgord noir.
Traversé par la route départementale (RD) 50, le bourg de Berbiguières est situé, en distances orthodromiques, quatre kilomètres au sud de Saint-Cyprien, et quinze kilomètres à l'ouest-sud-ouest de Sarlat-la-Canéda.
Dans le nord-ouest du territoire communal, la RD 703 (l'ancienne route nationale 703) est la principale voie de communication de la commune, également desservie par la RD 48.
Longeant la RD 703, la ligne ferroviaire Le Buisson-Sarlat traverse brièvement la commune ; la gare la plus proche est celle de Saint-Cyprien, à quatre kilomètres du bourg par la route.
Au sud, le sentier de grande randonnée GR 36 traverse le territoire communal, sur un kilomètre et demi, entre Allas-les-Mines et Marnac.

### Communes limitrophes
Berbiguières est limitrophe de six autres communes, dont Saint-Germain-de-Belvès au sud sur environ 220 mètres, et Coux et Bigaroque-Mouzens au nord-ouest, sur une centaine de mètres. Au sud, son territoire n'est éloigné que d'environ 150 mètres de celui de Cladech.
| Saint-Cyprien, Coux et Bigaroque-Mouzens |                         | Castels et Bézenac |
| Marnac                                   | Berbiguières            |                    |
|                                          | Saint-Germain-de-Belvès | Allas-les-Mines    |

### Géologie et relief

#### Géologie
Situé sur la plaque nord du Bassin aquitain et bordé à son extrémité nord-est par une frange du Massif central, le département de la Dordogne présente une grande diversité géologique. Les terrains sont disposés en profondeur en strates régulières, témoins d'une sédimentation sur cette ancienne plate-forme marine. Le département peut ainsi être découpé sur le plan géologique en quatre gradins différenciés selon leur âge géologique. Berbiguières est située dans le deuxième gradin à partir du nord-est, un plateau formé de roches calcaires très dures du Jurassique que la mer a déposées par sédimentation chimique carbonatée, en bancs épais et massifs.
Elle est dans le causse de Daglan, au sud-ouest autour de Daglan, entre Saint-Cyprien, Domme et Villefranche-du-Périgord, vaste ensemble éclaté présentant de nombreux faciès calcaires, constitués principalement de pelouses sèches, de steppes, et de forêts perdant leurs feuilles en hiver.
Les couches affleurantes sur le territoire communal sont constituées de formations superficielles du Quaternaire et de roches sédimentaires datant pour certaines du Cénozoïque, et pour d'autres du Mésozoïque. La formation la plus ancienne, notée j6-7, date du Kimméridgien terminal au Tithonien, composée de calcaires micritiques en petits bancs alternant avec des bancs marneux à lumachelles. La formation la plus récente, notée CFvs, fait partie des formations superficielles de type colluvions carbonatées de vallons secs : sable limoneux à débris calcaires et argile sableuse à débris. Le descriptif de ces couches est détaillé dans  les feuilles « no 807 - Le Bugue » et « no 831 - Belvès » de la carte géologique au 1/50 000 de la France métropolitaine, et leurs notices associées,.

Carte géologique de Berbiguières.

#### Relief et paysages
Le département de la Dordogne se présente comme un vaste plateau incliné du nord-est (491 m, à la forêt de Vieillecour dans le Nontronnais, à Saint-Pierre-de-Frugie) au sud-ouest (2 m à Lamothe-Montravel). L'altitude du territoire communal varie quant à elle entre 55 m et 250 m,.
Dans le cadre de la Convention européenne du paysage entrée en vigueur en France le 1er juillet 2006, renforcée par la loi du 8 août 2016 pour la reconquête de la biodiversité, de la nature et des paysages, un atlas des paysages de la Dordogne a été élaboré sous maîtrise d’ouvrage de l’État et publié en octobre 2020. Les paysages du département s'organisent en huit unités paysagères et 14 sous-unités. La commune fait partie du Périgord noir, un paysage vallonné et forestier, qui ne s’ouvre que ponctuellement autour de vallées-couloirs et d’une multitude de clairières de toutes tailles. Il s'étend du nord de la Vézère au sud de la Dordogne (en amont de Lalinde) et est riche d’un patrimoine exceptionnel.
La superficie cadastrale de la commune publiée par l'Insee, qui sert de référence dans toutes les statistiques, est de 5,35 km2,,. La superficie géographique, issue de la BD Topo, composante du Référentiel à grande échelle produit par l'IGN, est quant à elle de 5,44 km2.

### Hydrographie

#### Réseau hydrographique
La commune est située dans le bassin de la Dordogne au sein du Bassin Adour-Garonne. Elle est drainée par la Dordogne et par un petit cours d'eau, qui constituent un réseau hydrographique de plus de six kilomètres de longueur totale,.
La Dordogne, d'une longueur totale de 483,1 km, prend naissance sur les flancs du puy de Sancy (1 885 m), dans la chaîne des monts Dore, traverse six départements dont la Dordogne dans sa partie sud, et conflue avec la Garonne à Bayon-sur-Gironde, pour former l'estuaire de la Gironde,. Elle borde la commune au nord sur plus de quatre kilomètres face à Castels et Bézenac (territoire de l'ancienne commune de Castels) et Saint-Cyprien.

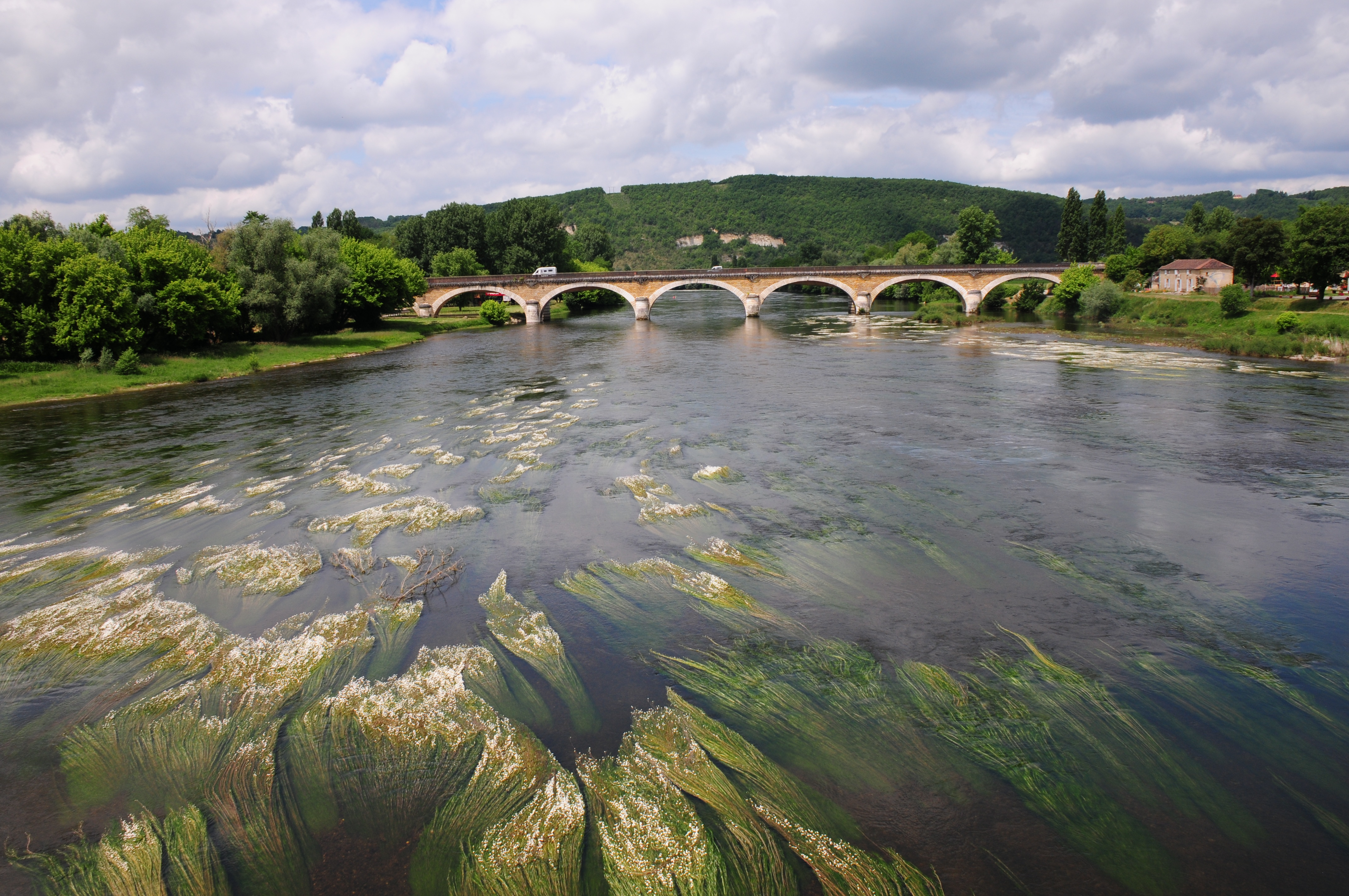
La Dordogne au pont de Saint-Cyprien, entre Berbiguières, à gauche, et Saint-Cyprien.
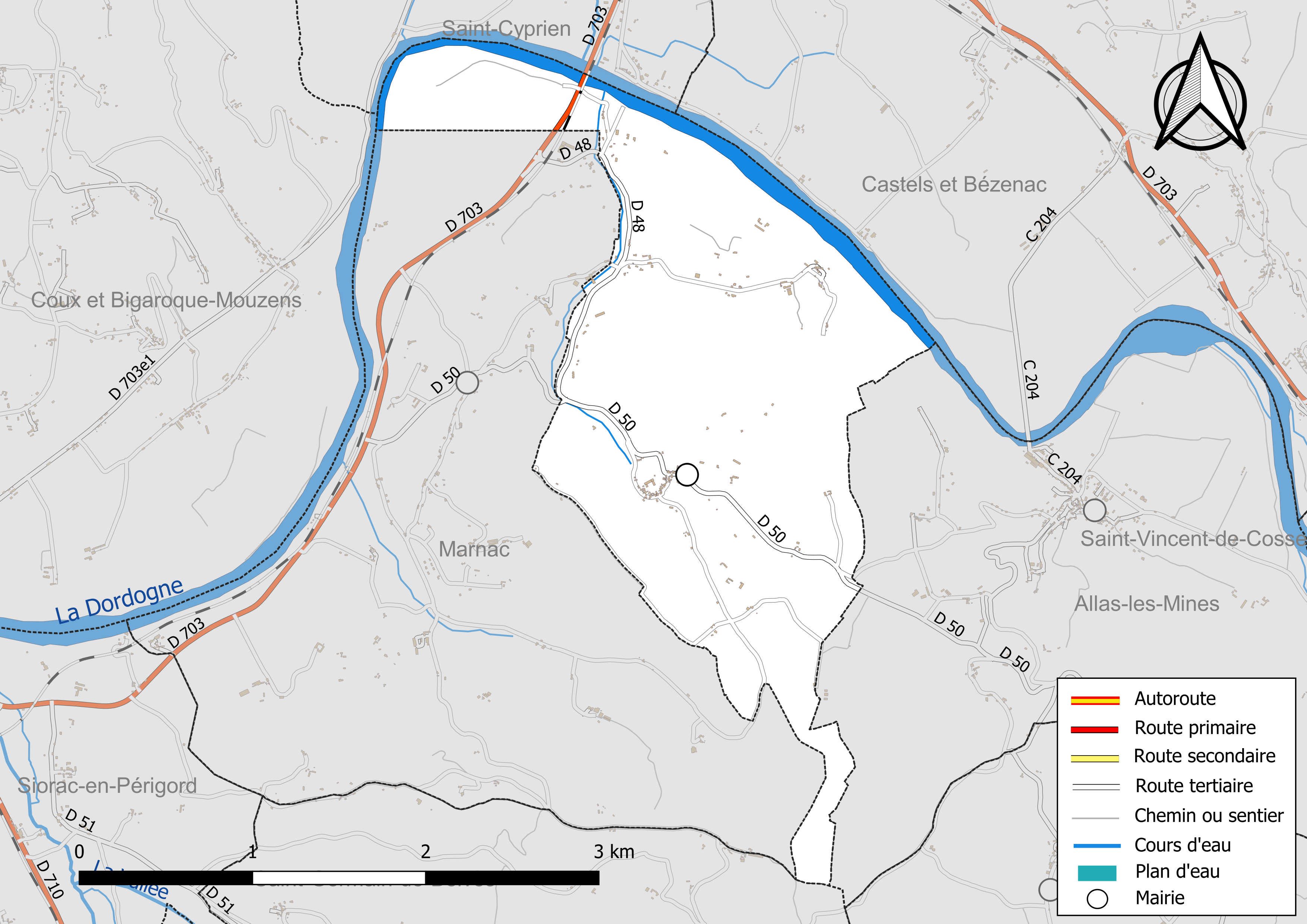
Réseaux hydrographique et routier de Berbiguières.

#### Gestion et qualité des eaux
Le territoire communal est couvert par le schéma d'aménagement et de gestion des eaux (SAGE) « Dordogne amont ». Ce document de planification, dont le territoire s'étend des sources de la Dordogne jusqu'à la confluence de la Vézère à Limeuil, d'une superficie de 9 700 km2 est en cours d'élaboration. La structure porteuse de l'élaboration et de la mise en œuvre est l'établissement public territorial de bassin de la Dordogne (EPIDOR). Il définit sur son territoire les objectifs généraux d’utilisation, de mise en valeur et de protection quantitative et qualitative des ressources en eau superficielle et souterraine, en respect des objectifs de qualité définis dans le troisième SDAGE  du Bassin Adour-Garonne qui couvre la période 2022-2027, approuvé le 10 mars 2022.
La qualité des eaux de baignade et des cours d’eau peut être consultée sur un site dédié géré par les agences de l’eau et l’Agence française pour la biodiversité.

### Climat
Pour des articles plus généraux, voir Climat de la Nouvelle-Aquitaine et Climat de la Dordogne.
Historiquement, la commune est exposée à un climat océanique aquitain.  
En 2020, Météo-France publie une typologie des climats de la France métropolitaine dans laquelle la commune est exposée à un climat océanique altéré et est dans la région climatique  Aquitaine, Gascogne, caractérisée par une pluviométrie abondante au printemps, modérée en automne, un faible ensoleillement au printemps, un été chaud (19,5 °C), des vents faibles, des brouillards fréquents en automne et en hiver et des orages fréquents en été (15 à 20 jours).
Pour la période 1971-2000, la température annuelle moyenne est de 12,8 °C, avec  une amplitude thermique annuelle de 15 °C. Le cumul annuel moyen de précipitations est de 906 mm, avec 12 jours de précipitations en janvier et 6,8 jours en juillet. Pour la période 1991-2020, la température moyenne annuelle observée sur la station météorologique la plus proche, située sur la commune de Pays de Belvès à 7 km à vol d'oiseau, est de 13,0 °C et le cumul annuel moyen de précipitations est de 888,2 mm,. Pour l'avenir, les paramètres climatiques de la commune estimés pour 2050 selon différents scénarios d’émission de gaz à effet de serre sont consultables sur un site dédié publié par Météo-France en novembre 2022.

### Milieux naturels et biodiversité

#### Natura 2000
La Dordogne est un site du réseau Natura 2000 limité aux départements de la Dordogne et de la Gironde, et qui concerne les 104 communes riveraines de la Dordogne, dont Berbiguières,. Seize espèces animales et une espèce végétale inscrites à l'annexe II de la directive 92/43/CEE de l'Union européenne y ont été répertoriées.

#### ZNIEFF
Berbiguières fait partie des 102 communes concernées par la zone naturelle d'intérêt écologique, faunistique et floristique (ZNIEFF) de type II « La Dordogne »,, dans laquelle ont été répertoriées huit espèces animales déterminantes et cinquante-sept espèces végétales déterminantes, ainsi que quarante-trois autres espèces animales et trente-neuf autres espèces végétales.

## Urbanisme

### Typologie
Au 1er janvier 2024, Berbiguières est catégorisée commune rurale à habitat très dispersé, selon la nouvelle grille communale de densité à 7 niveaux définie par l'Insee en 2022.
Elle est située hors unité urbaine et hors attraction des villes,.

### Occupation des sols
L'occupation des sols de la commune, telle qu'elle ressort de la base de données européenne d’occupation biophysique des sols Corine Land Cover (CLC), est marquée par l'importance des territoires agricoles (49,6 % en 2018), en augmentation par rapport à 1990 (48,5 %). La répartition détaillée en 2018 est la suivante : 
forêts (44,1 %), zones agricoles hétérogènes (34,1 %), terres arables (13,4 %), eaux continentales (6,3 %), prairies (2 %). L'évolution de l’occupation des sols de la commune et de ses infrastructures peut être observée sur les différentes représentations cartographiques du territoire : la carte de Cassini (XVIIIe siècle), la carte d'état-major (1820-1866) et les cartes ou photos aériennes de l'IGN pour la période actuelle (1950 à aujourd'hui).

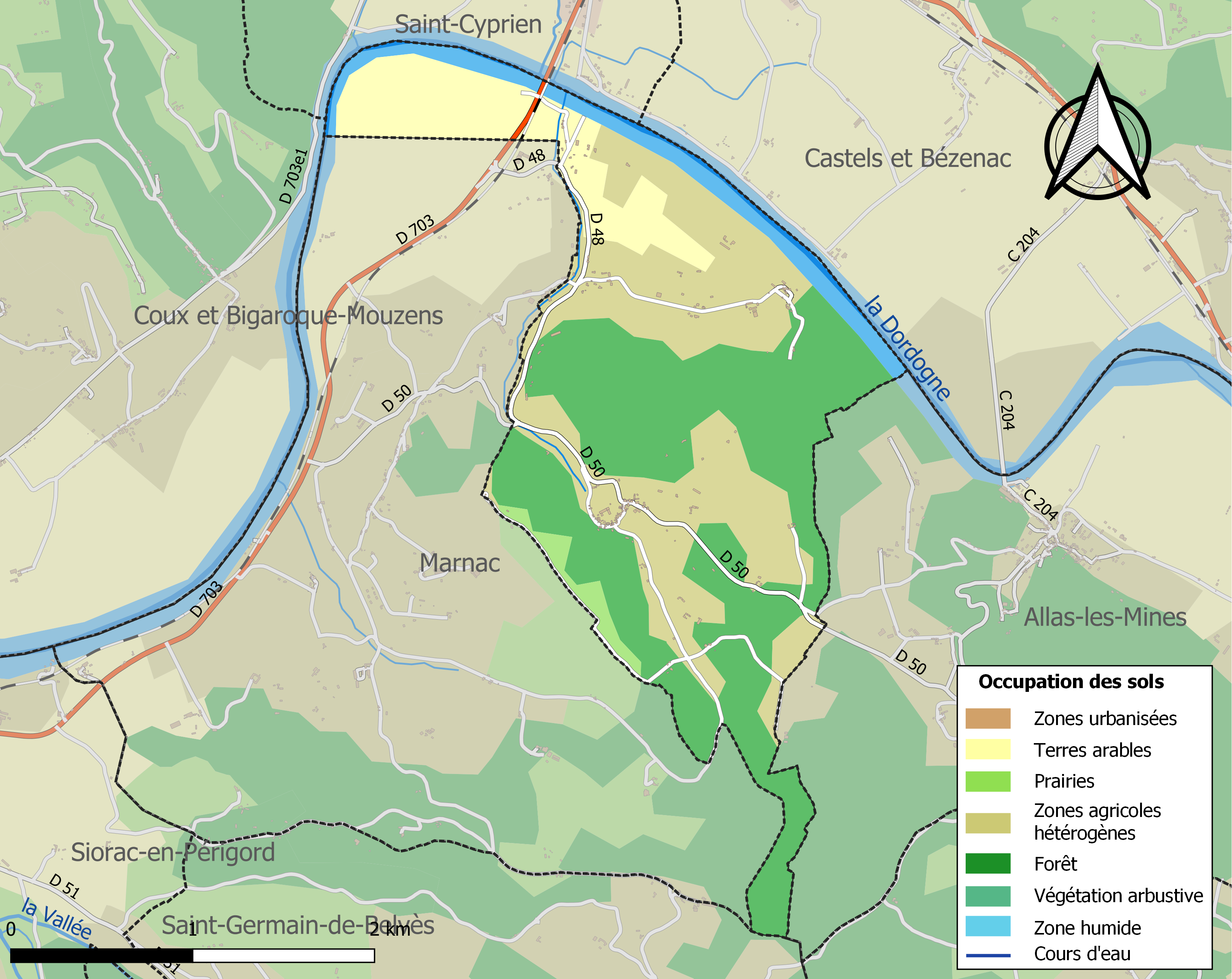
Carte des infrastructures et de l'occupation des sols de la commune en 2018 (CLC).

### Villages, hameaux et lieux-dits
Outre le bourg de Berbiguières proprement dit, le territoire se compose d'autres villages ou hameaux, ainsi que de lieux-dits :
- l'Allée
- les Bernissonnes
- les Borgnes
- la Borie Haute
- la Buscadière
- le Caillou
- Capette
- le Cazal
- le Coutal
- les Fallières
- Farjanel
- le Gaverdier
- les Granges
- le Guel
- Lasserre
- la Maison Rouge
- le Montaud
- la Mothe
- Pech Gros
- Pécharry
- Péchaudier
- le Queyrel
- Trévis.

### Prévention des risques
Le territoire de la commune de Berbiguières est vulnérable à différents aléas naturels : météorologiques (tempête, orage, neige, grand froid, canicule ou sécheresse), inondations, feux de forêts, mouvements de terrains et séisme (sismicité très faible). Il est également exposé à un risque technologique, la rupture d'un barrage. Un site publié par le BRGM permet d'évaluer simplement et rapidement les risques d'un bien localisé soit par son adresse soit par le numéro de sa parcelle.

#### Risques naturels
Certaines parties du territoire communal sont susceptibles d’être affectées par le risque d’inondation par débordement de cours d'eau, notamment la Dordogne. La commune a été reconnue en état de catastrophe naturelle au titre des dommages causés par les inondations et coulées de boue survenues en 1982, 1988, 1993, 1999 et 2008,. Le risque inondation est pris en compte dans l'aménagement du territoire de la commune par le biais du plan de prévention des risques inondation (PPRI) de la « vallée de la Dordogne amont »  approuvé le 15 avril 2011, pour les crues de la Dordogne,.
Berbiguières est exposée au risque de feu de forêt. L’arrêté préfectoral du 14 mars 2013 fixe les conditions de pratique des incinérations et de brûlage dans un objectif de réduire le risque de départs d’incendie. À ce titre, des périodes sont déterminées : interdiction totale du 15 février au 15 mai et du 15 juin au 15 octobre, utilisation réglementée du 16 mai au 14 juin et du 16 octobre au 14 février. En septembre 2020, un plan inter-départemental de protection des forêts contre les incendies (PidPFCI) a été adopté pour la période 2019-2029,.

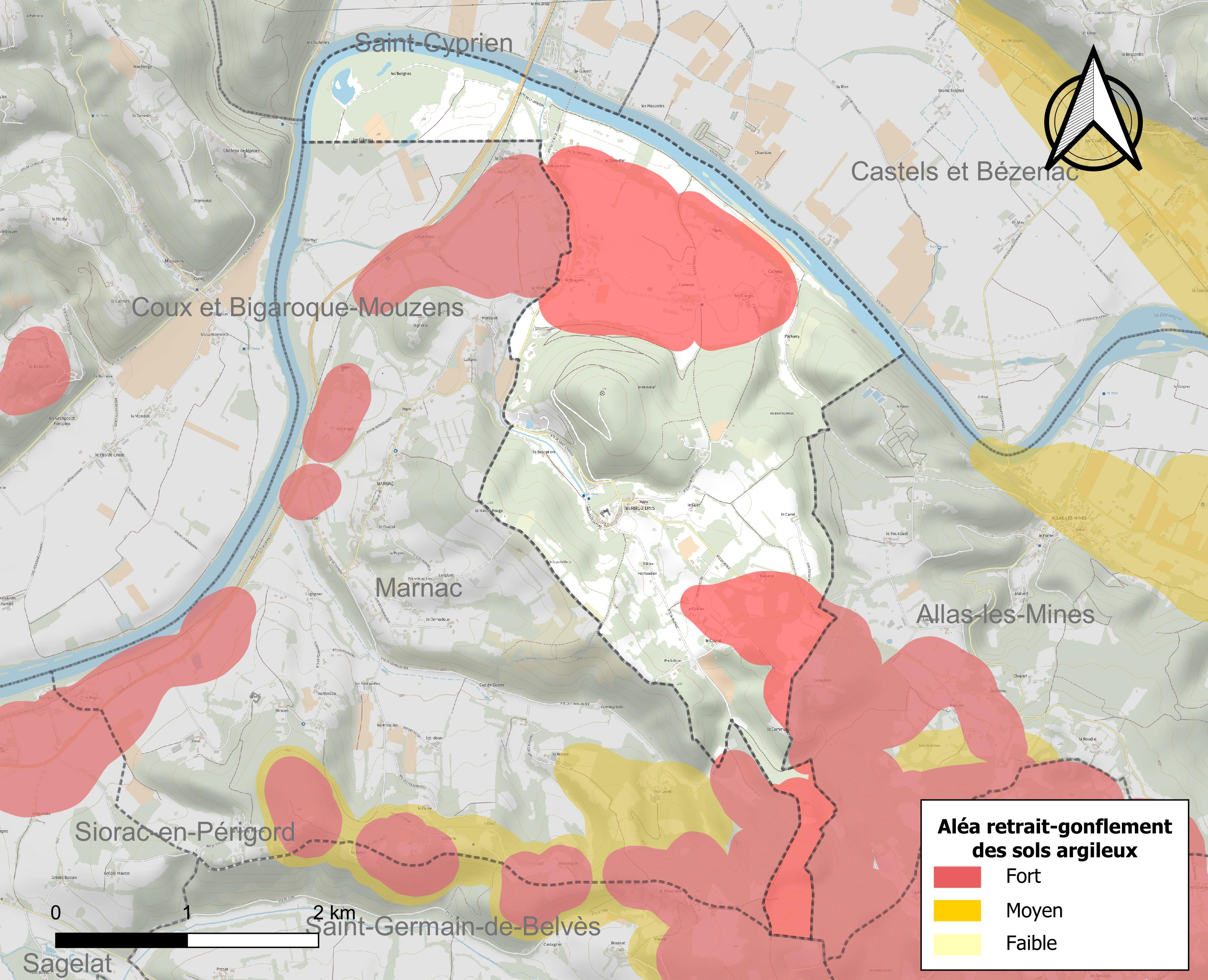
Carte des zones d'aléa retrait-gonflement des sols argileux de Berbiguières.

Les mouvements de terrains susceptibles de se produire sur la commune sont des affaissements et effondrements liés aux cavités souterraines (hors mines) et des tassements différentiels. Afin de mieux appréhender le risque d’affaissement de terrain, un inventaire national permet de localiser les éventuelles cavités souterraines sur la commune. Le retrait-gonflement des sols argileux est susceptible d'engendrer des dommages importants aux bâtiments en cas d’alternance de périodes de sécheresse et de pluie. 28,5 % de la superficie communale est en aléa moyen ou fort (58,6 % au niveau départemental et 48,5 % au niveau national métropolitain). Depuis le 1er octobre 2020, en application de la loi ÉLAN, différentes contraintes s'imposent aux vendeurs, maîtres d'ouvrages ou constructeurs de biens situés dans une zone classée en aléa moyen ou fort,.
La commune a été reconnue en état de catastrophe naturelle au titre des dommages causés par des mouvements de terrain en 1999.

#### Risque technologique
La commune est en outre située en aval du barrage de Bort-les-Orgues, un ouvrage de classe A situé dans le département de la Corrèze et faisant l'objet d'un PPI depuis 2009. À ce titre elle est susceptible d’être touchée par l’onde de submersion consécutive à la rupture de cet ouvrage.

## Toponymie
Le nom de la localité est attesté sous la forme Berbegeras (à comprendre Berbegueras) au XIIIe siècle, Berguiguieras en 1283.
En occitan, la commune porte le nom de Berbiguièras. Ce toponyme, en occitan, signifie les « Bergeries ».

## Histoire
Histoire de Berbiguières
Du XIIe siècle à 1574 - la période Cladech, Castelnaud, Caumont.
Au début du XIIe siècle, avant 1125, le « château » de Berbiguières, poste de défense avancé de Castelnaud, appartient à la famille de Cladech. C’est encore sans doute une simple tour de bois, mais elle est, dans les écrits, qualifiée de vetus castrum, ce qui témoigne de son ancienneté, tandis que « Castelnaud » serait le « château neuf ».
L'Aquitaine appartient encore à la France. Pas pour longtemps car en 1152, Aliénor, répudiée par le roi Louis VII à qui elle n’a pas donné de fils, épousera Henri II Plantagenêt, futur roi d’Angleterre. Le Périgord fera partie de la dot : c’est le début d’une guerre de Cent Ans qui durera en réalité trois siècles.
En ce temps, trois familles – les Cladech, les Veyrines et les Fréjac – se regroupent pour fortifier Castelnaud, afin de renforcer le contrepoids qu’il oppose à son rival Beynac, sur l’autre berge de la Dordogne. Désormais, leurs descendants seront seigneurs de Castelnaud. L’aîné en  portera le nom, tandis que, pendant des siècles, la coutume voudra que le cadet des Castelnaud devienne seigneur de Berbiguières.
À la même époque, Berbiguières remplace sa tour en bois par un donjon de pierre car la période est troublée.
En 1214, sous le règne de Philippe Auguste, Simon de Montfort mène en Périgord une croisade contre les Albigeois et s’attaque aux « 4 Arches de Satan » : les châteaux de Domme et de Montfort sont rasés, les tours et les murailles de Beynac sont démantelées. Une garnison est installée à Castelnaud de Berbiguières, dont les seigneurs sont soupçonnés de sympathie cathare.
En 1259, le traité de Paris partage le Périgord et le Quercy entre les rois de France (Saint-Louis) et d’Angleterre (Henri III). Les bastides sont alors fortifiées ou construites pour consolider les positions des deux partis.
Les Seigneurs se succèdent quand, en 1328, Castelnaud tombe « de lance en quenouille » : c’est-à-dire que le dernier descendant des Castelnaud......est une descendante, Magne de Castelnaud. Il faut la marier au plus vite !
Elle a tout de même 40 ans quand, en 1368, sous le règne de Charles V, elle épouse Nompar Ier de Caumont, seigneur agenais de Caumont, qui devient ainsi Seigneur de Castelnaud, de Berbiguières et de ses six paroisses.
On est en pleine guerre de Cent Ans. Alors que les Castelnaud ont toujours rendu hommage aux comtes de Périgord, donc au Roi de France, Nompar, lui, « tient pour l’anglois ».
Le Prince Noir, fils aîné du Roi d’Angleterre Édouard III et vainqueur de la bataille de Poitiers, gouverne l’Aquitaine et surveille ses intérêts : il a fait recenser la population du Périgord pour établir un « fouage », c’est-à-dire un impôt par feu, l’équivalent de nos foyers fiscaux. On sait ainsi qu’en 1365, Berbiguières comptait environ 310 habitants, ceux qui avaient survécu à la Grande Peste de 1348.
Nompar Ier meurt vers 1400, laissant un fils, Guillaume-Raymond de Caumont, et une veuve. Pas pour longtemps car, en 1402, sous le règne de Charles VI, Magne, jeune veuve de 74 ans, est obligée d’épouser Pons de Beynac, pour mettre fin aux querelles unissant les deux châteaux (pour un temps seulement : ces mariages « de raison » ont été imposés à dix reprises, sans grand bénéfice pour la paix, semble-t-il.
De ce remariage, elle n’a probablement pas eu d’enfant.
Guillaume-Raymond, fils de Nompar Ier de Caumont et de Magne de Castelnaud a épousé Jeanne de Cardaillac. De leur union naît un fils aîné, Nompar II, qui sera donc seigneur de Castelnaud, et continuera d’être du parti anglais ; puis, en 1417, Brandelys de Caumont voit le jour. Cadet des Caumont-Castelnaud, il deviendra seigneur de Berbiguières, comme le veut la tradition.
À la différence de son frère ainé, Brandelys fait sa soumission au Roi de France Charles VII, juste à temps, car la fin de la guerre de Cent Ans est proche.
Il faut dire aussi que Brandelys est amoureux de Marguerite de Bretagne, venue en Périgord avec sa jeune sœur Waudru, dans les bagages de son oncle le Prince Jean de Bretagne, Comte de Penthièvre, devenu tout récemment, en 1434, comte de Périgord, et envoyé par Charles VII pour « bouter l’Anglois hors de France ».
L’amour donne des forces et des ailes : Berbiguières est libéré le 17 octobre 1442, Castelnaud est démantelé en 1444 et, le 22 janvier de la même année, Brandelys épouse Marguerite de Bretagne, qui lui donnera deux fils : François, qui construira plus tard le château des Mirandes pour sa femme Claude de Cardaillac, puis Charles. Dans la foulée, la petite Waudru est mariée à l'âge de 12 ans au baron de Fumel.
Au XIVe siècle, le château s’est étoffé : on a construit le corps de logis qui prolonge le donjon en direction du nord, percé de sa fenêtre géminée caractéristique, et le château est habité.
Les travaux vont se poursuivre au XVe siècle, après la guerre de Cent Ans : avec la dot de Marguerite, Brandelys reconstruit Castelnaud, dont il a hérité, et embellit Berbiguières, en bâtissant la partie ouest du bâtiment central du château. Ces travaux seront poursuivis par son fils Charles.
La guerre de Cent Ans, les bandes de brigands, les famines et les pestes ont fait dans la population d’énormes ravages : entre 1400 et 1500, 94 % des patronymes paysans ont disparu. Pour repeupler la campagne, Brandelys fait venir des familles de colons d’Auvergne et du Limousin.
Brandelys, après avoir beaucoup œuvré pour Castelnaud et Berbiguières, décède en 1464 ou 1465, sous le règne de Louis XI. Il est inhumé à Belvès, comme tous les Caumont. Marguerite quitte ce monde 20 ans plus tard, en 1487 : elle est enterrée sous le maître autel de l’église primitive de Berbiguières, aujourd’hui enfouie sous les terrasses du château, nul ne sait exactement où. La chapelle Notre-Dame, dont la paroi latérale est encore visible, car incluse dans les murailles du château, le long du « Cami del Calhau » (aujourd’hui le « Chemin des Remparts ») n’est assurément pas l’église primitive : mesurant seulement 12 m de long, elle est beaucoup trop petite pour avoir accueilli les paroissiens de Berbiguières, si on la compare à l’église de Marnac (25 m) qui comptait à cette époque moins d’habitants (environ 200 en 1365) que Berbiguières (autour de 310 barbicariens).
Après la guerre de Cent Ans, Berbiguières connaît plusieurs décennies de paix, au cours de laquelle les descendants de Brandelys se sont succédé comme seigneurs de Berbiguières. C’est Françoise de Caumont, dame de Berbiguières, qui hérite de la seigneurie en 1570. Elle épouse, en 1574, François de Coustin de Bourzolles, seigneur quercynois, protestant convaincu et futur conseiller du roi Henri IV. Ainsi s’achève la période « Cladech-Castelnaud-Caumont », qui aura duré environ 600 ans et commence, pour 150 ans, la période « Bourzolles ».
De 1574 à 1723 - l’ère des Bourzolles.
Devenu seigneur de Berbiguières par son mariage avec Françoise de Caumont-Castelnaud, François de Coustin de Bourzolles, « le Grand Bourzolles », est un puissant féodal, à qui l’on donne du « Monseigneur ». Capitaine de 100 hommes d’armes, il sera conseiller-secrétaire du roi Henri IV. Comme beaucoup de nobles périgourdins, il est protestant, tandis que le reste de la population est catholique à plus de 90 %. La promulgation de l’Édit de Nantes par Henri IV, en 1598, instaure d’ailleurs une période de paix, dans laquelle les fidèles des deux religions jouissent des mêmes droits.
François et Françoise ont un fils, qu'ils prénomment également François. Puis, Françoise décède, et le Grand Bourzolles épouse Louise de Vienne, double veuve de deux seigneurs allemands. Louise lui apporte une dot considérable grâce à laquelle il réalise, de 1608 à 1613, d’immenses travaux qui donnent au château sa forme définitive : le pavillon Est est construit, puis relié au corps central par le porche voûté, orné de quatre colonnes doriques et muni de niches permettant de monter commodément à cheval. Le plan du château est inspiré de celui de Saussignac, qui appartient au Duc de Caumont-Lauzun, son cousin. L’ensemble est de style Henri IV, avec un toit à double pente, « à la Mansart », couvert en lauzes. Une nouvelle cave est aménagée et pourvue de barriques neuves, car la vigne est en plein essor. Ces travaux sont réalisés par Henri Boyssou, de l’école saintongeaise ; ce maçon a, par la suite, reconstruit l’église de Domme, dans le même style.
Louise de Vienne décède vers 1601, tandis que François attendra 1615 pour la rejoindre.
Cette même année, François de Bourzolles de Caumont, fils du premier mariage, épouse Gabrielle d’Orléans. Acte incompréhensible en plein Édit de Nantes, il détruit, avec l’aide du seigneur de Bétou, un beau soir de 1623, l’église paroissiale de Berbiguières, maintenant enfouie sous les terrasses. Il aménage au château un temple protestant et un cimetière RPR, tandis que les infortunés catholiques doivent entendre la messe dans la petite chapelle Notre-Dame, rue del Cailhau.
Ses petits-enfants, Jean et Jeanne de Bourzolles, devront, 100 ans plus tard, payer la casse. Jean est devenu seigneur de Berbiguières en 1682, soit trois ans avant la révocation de l'Édit de Nantes par Louis XIV. En raison des exactions de son grand-père, il est condamné en 1695 à verser 5 000 livres qu'il ne paye pas.
En 1715 sa sœur, Jeanne de Coustin de Bourzolles, Demoiselle de Berbiguières, est sommée de se convertir : elle refuse, meurt, et son corps n’a jamais été retrouvé. Elle est donc jugée post mortem : le jugement stipule que la moitié de ses biens soit saisie et « que sa mémoire soit à jamais effacée ». C’est pourquoi l’une des ruelles du village porte désormais son nom.
Pour couronner le tout, dans la nuit du 2 au 3 avril 1717, le feu prend au château, dont la destruction est presque totale : des lauzes sont projetées des toits, et l’on déplore deux morts. Le seigneur doit se réfugier dans le peuple : comble d’ironie, lui, protestant, il est recueilli par le curé catholique.
Ces événements sonnent, après 800 ans, le glas de la seigneurie et marquent la fin de l’ère des Bourzolles : en 1723, le château et le domaine sont saisis, la seigneurie de Berbiguières éclate. Criblé de dettes, Jean de Bourzolles meurt en 1728.
De 1723 à nos jours - les temps modernes.
De la fin de la Seigneurie, en 1723, à nos jours, le château et le domaine de Berbiguières passent de mains en mains, sans rester très longtemps au même propriétaire : le temps des longues dynasties est terminé, et bientôt, les changements vont être rapides et profonds, sur le plan local comme sur le plan national.
C’est d’abord à un certain Jean de Sauret, receveur à Sarlat, que reviennent les biens saisis à Jean de Bourzolles : pas pour longtemps, car il est saisi à son tour. En 1731 Arnaud Souc de Plancher, bourgeois de Périgueux, rachète le château et le domaine pour 120 000 livres. Pendant 50 ans, la famille Souc de Plancher va réaliser des travaux considérables, tant au château qu’au village.
Le château avait été partiellement détruit par un incendie dans la nuit du 2 au 3 avril 1717 et Jean et Jeanne de Bourzolles, protestants ruinés, n’avaient certainement pas eu les moyens de le réparer. Or le château a été revendu « en fort bon état, composé de bâtiments neufs ou réparés à neuf » en 1792. C’est donc Souc de Plancher qui a réalisé la remise en état, notamment celle de la charpente et de la couverture, donnant à la toiture son aspect actuel. En même temps, la nouvelle église (l’église actuelle) est construite, de 1732 à 1736, par Pierre Mandral, dit « Francoeur », grâce à la contribution financière des syndics fabriciens, chargés des affaires de la paroisse, grâce aussi à l’argent saisi à Jean de Bourzolles. Elle est consacrée le 17 avril 1738.
En 1741, Annet, fils d’Arnaud, qui succèdera à son père en 1745, achète pour 200 livres l’emplacement de l’église primitive, détruite en 1623 par François de Bourzolles : cette somme servira à réparer une cloche de la nouvelle église et en acheter une deuxième. Il récupère ainsi les matériaux de l’ancienne église : c’est de cette époque que datent la construction de la terrasse du château la plus basse, des remparts actuels bordant la rue « del Calhau », et l’ensevelissement de toutes les maisons situées entre les remparts actuels et la muraille originelle. Il est, aujourd’hui, très intéressant d’observer, en parcourant le Chemin des Remparts, l’extraordinaire variété des matériaux constituant la muraille, qui sont les vestiges de bâtiments détruits et réutilisés, ainsi que les nombreuses façades (dont celle de l’ancienne chapelle Notre-Dame), portes et fenêtres incluses maintenant dans le rempart.
Annet est un bourgeois pieux et généreux : il lègue 4 000 livres pour aménager, dans les prisons de Périgueux, une séparation entre les hommes et les femmes, 4 000 livres à l’hôpital de Périgueux, et 1 200 livres pour faire faire des missions à Berbiguières et Marnac après sa mort (survenue en 1764, sans postérité). Les missions auront lieu en 1767 et 1772.
C’est son frère, François-Jean-Baptiste, qui lui succède, et qui continue les legs : en 1778 il donne une maison à usage de presbytère, sur le chemin d’Allas, qui comprend deux chambres, caves, écurie, greniers, basse-cour et petit jardin (c’est la mairie actuelle). Il donne 340 livres pour la faire réparer. La même année, il donne 400 livres pour faire travailler les pauvres à restaurer la fontaine Saint-Denis et construire un lavoir neuf.
En 1782 Jean-Joseph Souc de la Garélie succède à son cousin François-Jean-Baptiste. Habitant Paris, il se désintéresse totalement de Berbiguières et cherche à s’en débarrasser au plus vite, ce qui sera fait en 1792, après la Révolution. En effet, durant les années qui suivent la Révolution de 1789, de nombreux châteaux et domaines, abandonnés par les nobles ou saisis, sont à vendre comme biens nationaux.
Arthur-Luc, marquis de Chevigné est le descendant d’une vieille famille établie en Bretagne depuis 1130. Il a épousé, en 1775, Élisabeth Leprestre de Neubourg : la cérémonie s’est déroulée au Château de Versailles, en présence du Roi Louis XVI et de Marie-Antoinette d'Autriche. De cette union naîtront quatre filles (Agathe, Aimée-Pétronille, Hortense et Ozithe) et, en 1796 un fils : Arthur.
N'ayant pas émigré, Arthur-Luc est séduit par l’affiche très flatteuse vantant les qualités du « Superbe Domaine de Berbignières » (sic), consistant en « un vaste et magnifique Château en fort bon état, avec écurie voûtée d’un seul rang pour cinquante chevaux, terrasses, jardins, enclos, réservoir, pièces d’eau etc. Une maison de régisseur dans le bourg, une métairie dans le bourg, une petite maison de maître, une métairie de 220 quartonnées de terre, deux moulins avec port sur une rivière navigable, plus de 800 quartonnées de terre dans une plaine extrêmement fertile, des vignes considérables rapportant au moins 3 000 livres par an (les vins de Berbignières sont réputés les meilleurs de ceux connus sous le nom de vins de Dôme), bois considérables et très belle chasse. Tous les bâtiments sont neufs ou réparés à neuf. Les denrées peuvent être embarquées pour Bordeaux, Libourne, la Hollande etc. sur les bateaux appartenant au propriétaire. Le revenu global du Domaine est d’environ 20 000 livres, et peut être doublé en 8 ou 10 ans ».
Comment résister à une offre aussi alléchante ? Le domaine est estimé à plus de 500 000 livres. Arthur-Luc vend le château qu’il possède en Vendée et, sans même l’avoir vu, achète Berbiguières à Souc de la Garélie. C’est en prenant possession de son nouveau domaine qu’Arthur-Luc comprend que les biens sont loin d’avoir la valeur affichée, ni les terres de rendre ce que prétendait Souc de la Garélie. Criblé de dettes, presque ruiné, Arthur-Luc vivote : il exerce, aux alentours, des talents de guérisseur, parfois avec succès, mais sans se faire payer ; il entreprend des études de médecine et s’absente fréquemment de Berbiguières, dont il est pourtant le maire de 1812 jusqu’à sa mort. Il vend des métairies pour payer ses dettes et, à partir de 1818, loue les terres à Pierre Prat de Coustin-Bourzolles, qui vit à Mirabel. Il meurt en 1820, et sa femme Élisabeth en 1822, laissant à leurs enfants une demeure presque vide.
Ce n’est pas le fils Arthur qui reprend le domaine, mais Pierre Prat de Coustin-Bourzolles, devenu son beau-frère par son mariage avec Aimée-Pétronille en 1823. Pierre Prat succède au marquis de Chevigné également comme maire, de 1824 à 1837.
Arthur vit à Paris et donne, par lettre, ses instructions à son beau-frère pour des travaux au château, l’aménagement du domaine et, en 1828, un vaste projet de plantation de vignes nouvelles au Cazal. En 1830, il épouse Louise de Saisseval, dont il aura deux filles et un fils, Louis-Marie François-Xavier.
En 1840 la route départementale D50 est en construction. Arthur intervient auprès des autorités pour en faire modifier le tracé, à ses frais : la route passera au pied de l’allée du château et non, comme prévu, dans le bourg. C’est à cette occasion que fut découvert, entre la carrière et le Picou, dans une parcelle de vigne au lieu-dit « Le Colombier », un colombarium du IIe ou IIIe siècle.
Arthur meurt en 1879. Le domaine comprend encore de nombreuses métairies : le Cazal, le Guel, Farjanel, le Jardin, la Borie Basse, Caudefond, les Bornhes, et un droit de passage au Garrit.
Le 24 juin 1944, de violents combats avaient opposé les Forces françaises de l'intérieur (FFI) de la région de Saint-Cyprien et la division SS Bode autour du pont du Garrit ; la Résistance avait fini par dynamiter l'ouvrage pour freiner l'avancée des troupes allemandes.

## Politique et administration

### Administration municipale
La population de la commune étant comprise entre 100 et 499 habitants au recensement de 2017, onze conseillers municipaux ont été élus en 2020,.

### Liste des maires

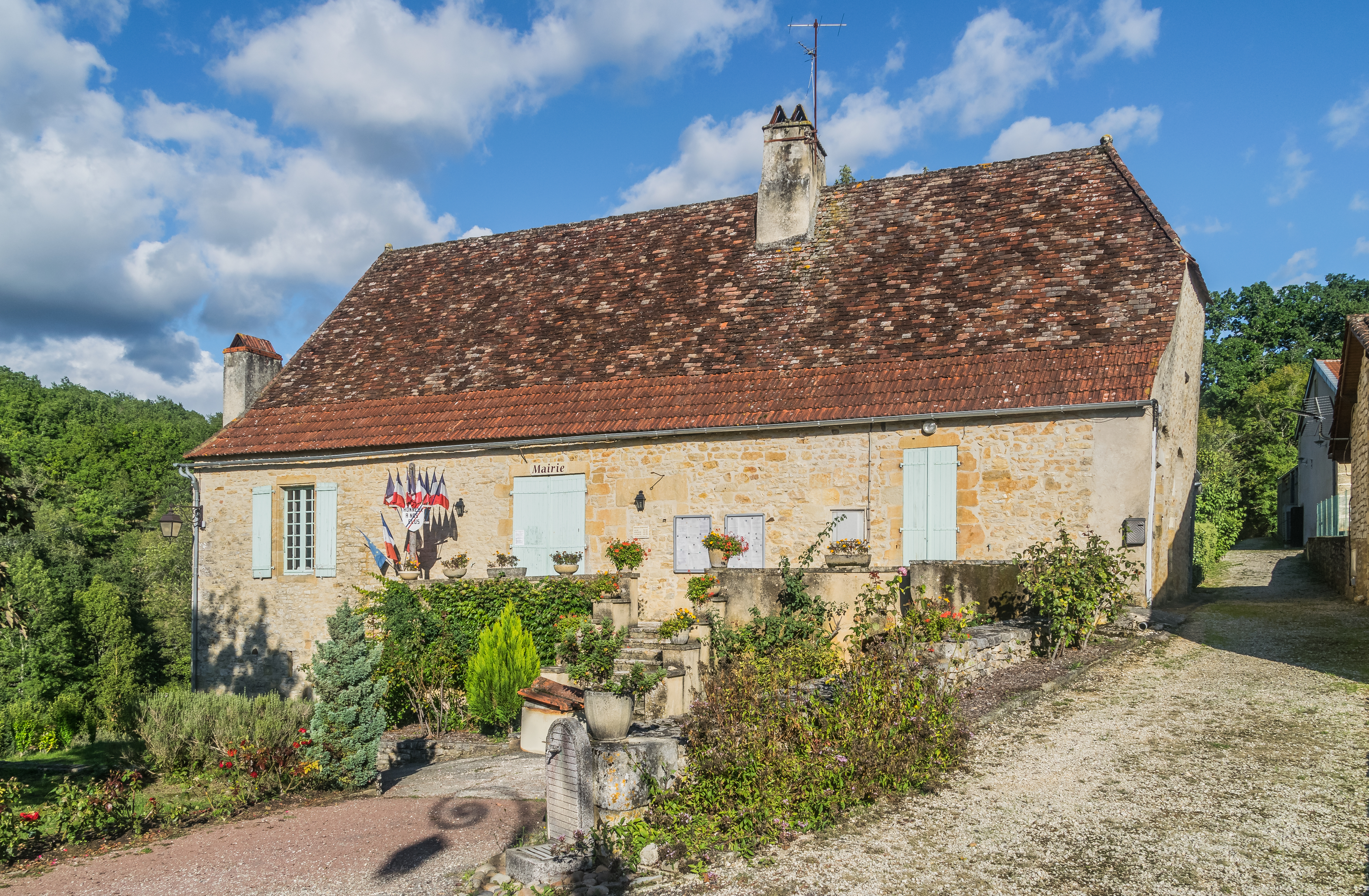
La mairie.

| Période                                  | Période    | Identité          | Étiquette  | Qualité                                    |
| ---------------------------------------- | ---------- | ----------------- | ---------- | ------------------------------------------ |
| Les données manquantes sont à compléter. |            |                   |            |                                            |
|                                          |            |                   |            |                                            |
| mars 1995                                |            | Claude Pasquet    |            |                                            |
| mars 2001                                | mars 2008  | Monique Kermarrec |            |                                            |
| mars 2008                                | avril 2021 | José Chassériaud  | SE puis PS | Professeur des écoles retraité             |
| avril 2021                               | juin 2021  | Yves Lombart      |            | Premier adjoint faisant fonctions de maire |
| juin 2021                                | En cours   | Yves Lombart      |            | Retraité du BTP                            |

## Équipements et services publics

### Justice
Dans le domaine judiciaire, Berbiguières relève : 
- du tribunal de proximité de Sarlat-la-Canéda ;
- du tribunal judiciaire, du tribunal pour enfants, du conseil de prud'hommes et du tribunal de commerce de Bergerac ;
- du pôle Nationalité du tribunal judiciaire de Périgueux (compétent uniquement dans le domaine de la nationalité) ;
- de la cour d'appel et de la  cour administrative d'appel de Bordeaux.

## Population et société

### Démographie
Les habitants de Berbiguières se nomment les Berbiguiérois.
L'évolution du nombre d'habitants est connue à travers les recensements de la population effectués dans la commune depuis 1793. Pour les communes de moins de 10 000 habitants, une enquête de recensement portant sur toute la population est réalisée tous les cinq ans, les populations de référence des années intermédiaires étant quant à elles estimées par interpolation ou extrapolation. Pour la commune, le premier recensement exhaustif entrant dans le cadre du nouveau dispositif a été réalisé en 2005.

En 2022, la commune comptait 178 habitants, en évolution de −1,11 % par rapport à 2016 (Dordogne : +0,37 %, France hors Mayotte : +2,11 %).
| 1793 | 1800 | 1806 | 1821 | 1831 | 1836 | 1841 | 1846 | 1851 |
| ---- | ---- | ---- | ---- | ---- | ---- | ---- | ---- | ---- |
| 486  | 397  | 406  | 392  | 397  | 420  | 438  | 452  | 416  |

| 1856 | 1861 | 1866 | 1872 | 1876 | 1881 | 1886 | 1891 | 1896 |
| ---- | ---- | ---- | ---- | ---- | ---- | ---- | ---- | ---- |
| 411  | 385  | 384  | 359  | 368  | 338  | 314  | 291  | 266  |

| 1901 | 1906 | 1911 | 1921 | 1926 | 1931 | 1936 | 1946 | 1954 |
| ---- | ---- | ---- | ---- | ---- | ---- | ---- | ---- | ---- |
| 300  | 281  | 260  | 251  | 237  | 203  | 196  | 215  | 178  |

| 1962 | 1968 | 1975 | 1982 | 1990 | 1999 | 2005 | 2006 | 2010 |
| ---- | ---- | ---- | ---- | ---- | ---- | ---- | ---- | ---- |
| 182  | 159  | 160  | 173  | 181  | 177  | 181  | 177  | 173  |

| 2015 | 2020 | 2022 | - | - | - | - | - | - |
| ---- | ---- | ---- | - | - | - | - | - | - |
| 176  | 177  | 178  | - | - | - | - | - | - |

## Économie

### Emploi
En 2015, parmi la population communale comprise entre 15 et 64 ans, les actifs représentent 65 personnes, soit 36,9 % de la population municipale. Le nombre de chômeurs (neuf) est inchangé par rapport à 2010 et le taux de chômage de cette population active s'établit à 13,8 %.

### Établissements
Au 31 décembre 2015, la commune compte treize établissements, dont quatre dans l'agriculture, la sylviculture ou la pêche, trois au niveau des commerces, transports ou services, trois dans la construction, et trois relatifs au secteur administratif, à l'enseignement, à la santé ou à l'action sociale.

## Culture locale et patrimoine

### Lieux et monuments
- Château de Berbiguières, XIIe et XVe siècles, classé.
- Église Saint-Denys, édifice  entièrement rebâti en 1745 par le seigneur de l'endroit, en expiation — dit-on — de l'incendie de l'église par ses ancêtres, lors des guerres de Religion. Restauration générale en 1806. Un mur de l'ancienne église, au pied du château, est encore visible, avec une baie et une porte aveugle, du XIIIe siècle[71].
- Pont du Garrit de style Eiffel, symbolique du patrimoine industriel du XIXe siècle, a été construit entre 1892 et 1894, par les ateliers Hachette et Driout, une des plus grandes fonderies européennes, pour remplacer le bac[72]. À l'époque, il permettait de relier l'activité industrielle de cimenterie ainsi que la production de tabac au village de Saint-Cyprien, situé sur la rive opposée de la Dordogne. En juin 1944, les Allemands voulaient utiliser le pont pour remonter vers la Normandie. Les résistants voulaient gêner ce repli. Une stèle à leur mémoire a été inaugurée à l'issue de la reconstitution en 2014. Ce pont en métal est un symbole du combat de maquisards dans la région. En 1991, la circulation y est interdite pour les véhicules[72]. En 2019, compte tenu de son mauvais état, la traversée est également interdite aux cyclistes et aux piétons[72]. Des travaux effectués début 2024 ont permis une réouverture pour les vélos et les piétons, avec inauguration le 8 juin[73].

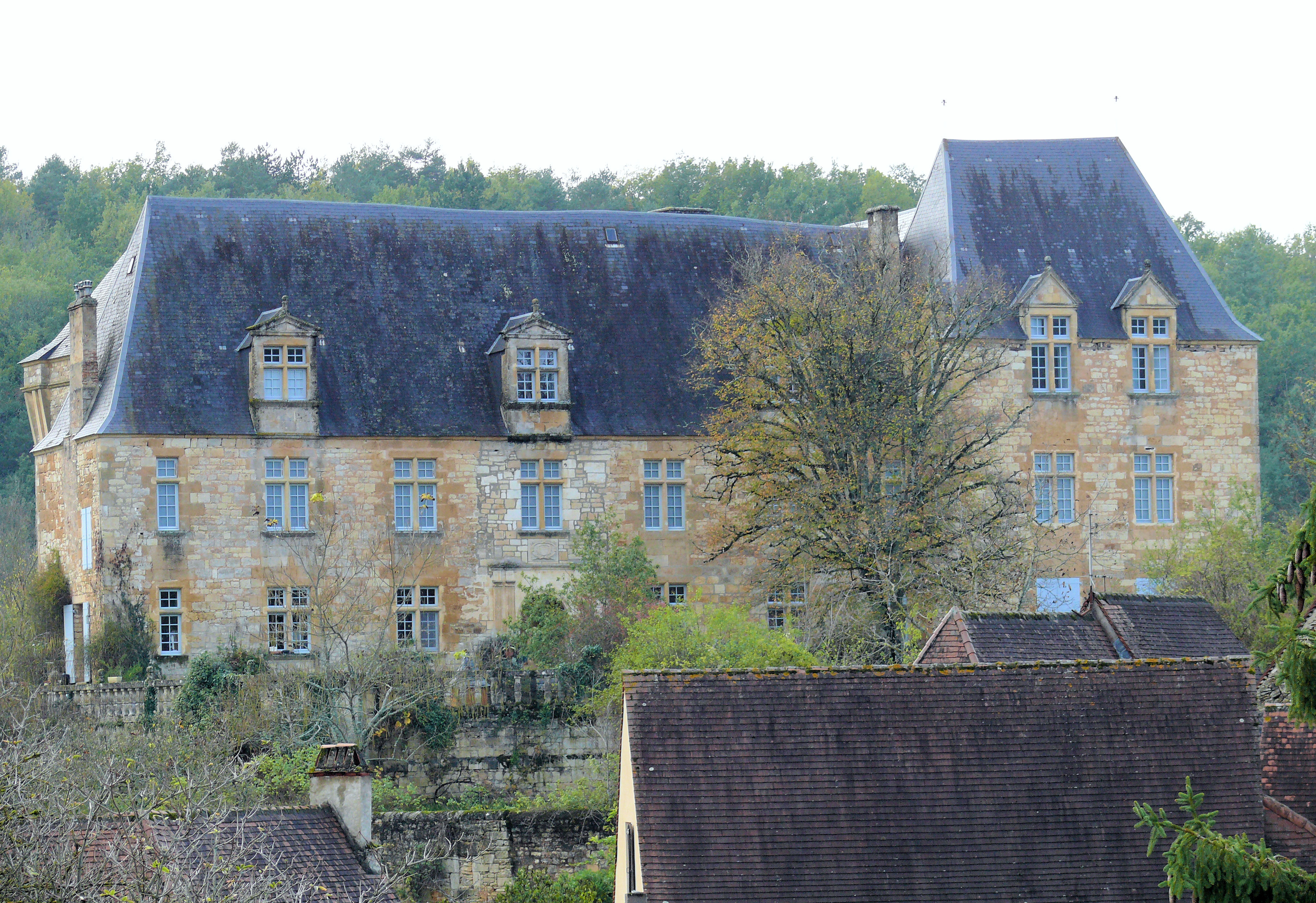
Le château de Berbiguières, côté entrée, face à l'église.
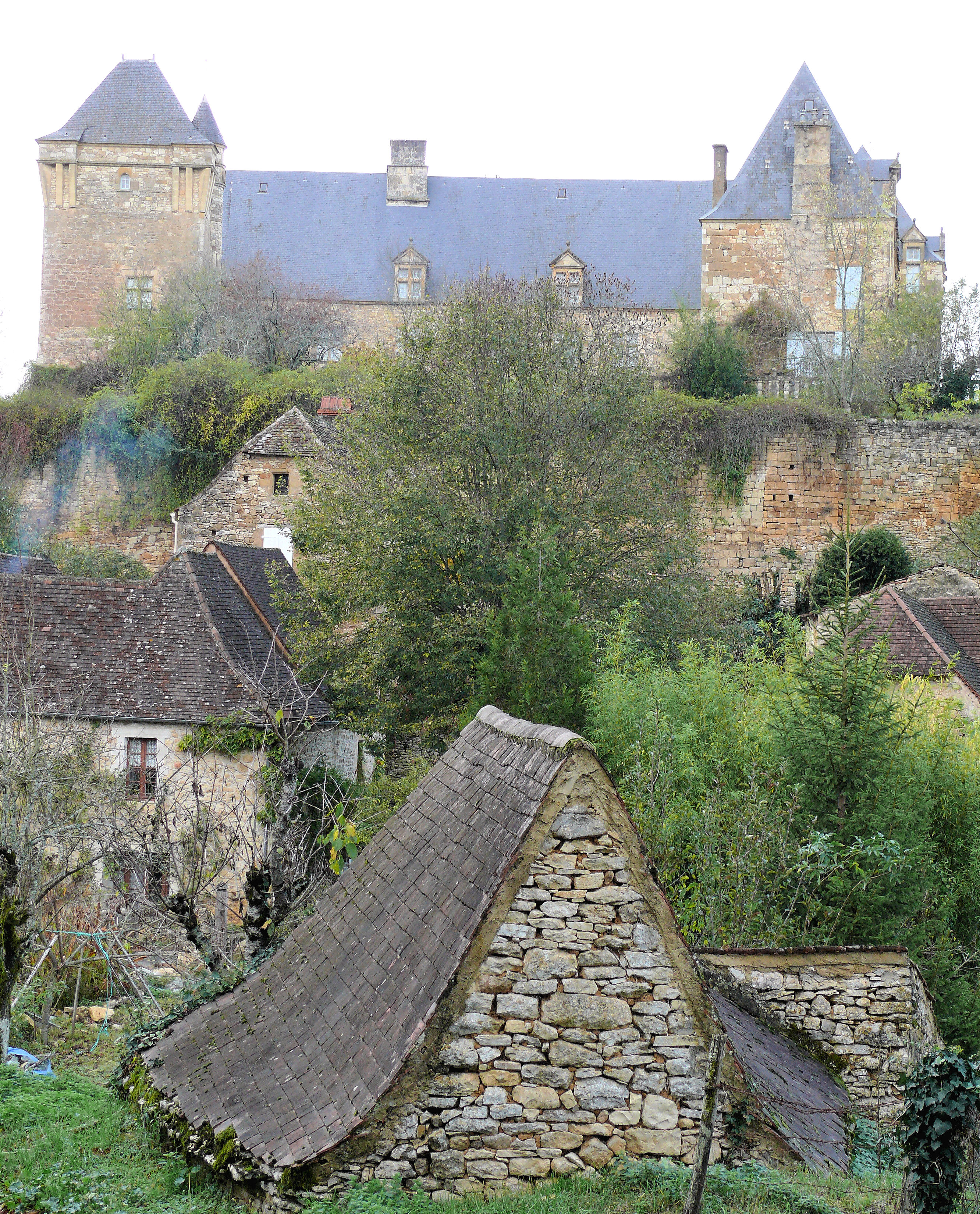
Le château de Berbiguières côté sud.
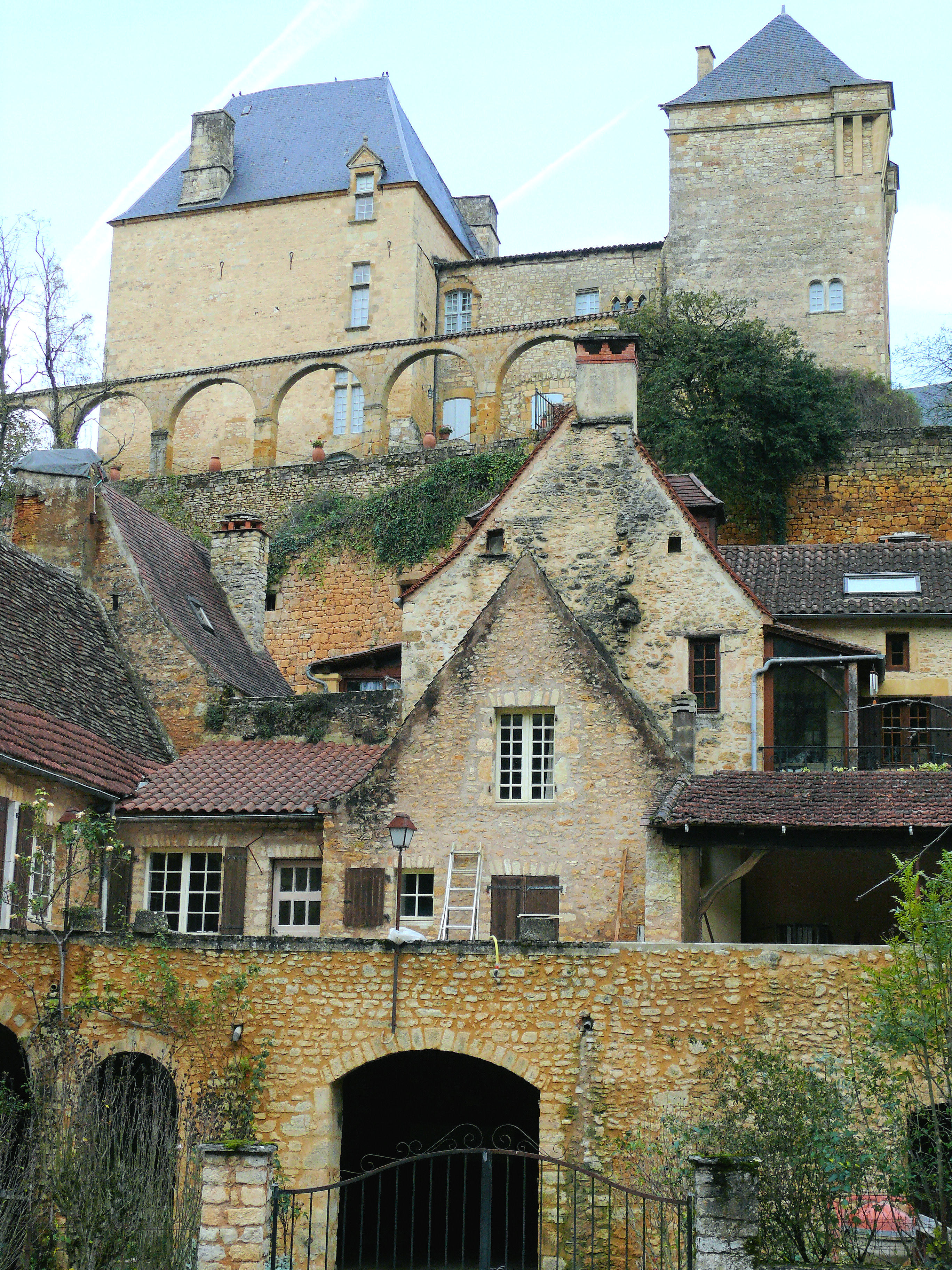
Le château de Berbiguières côté ouest.
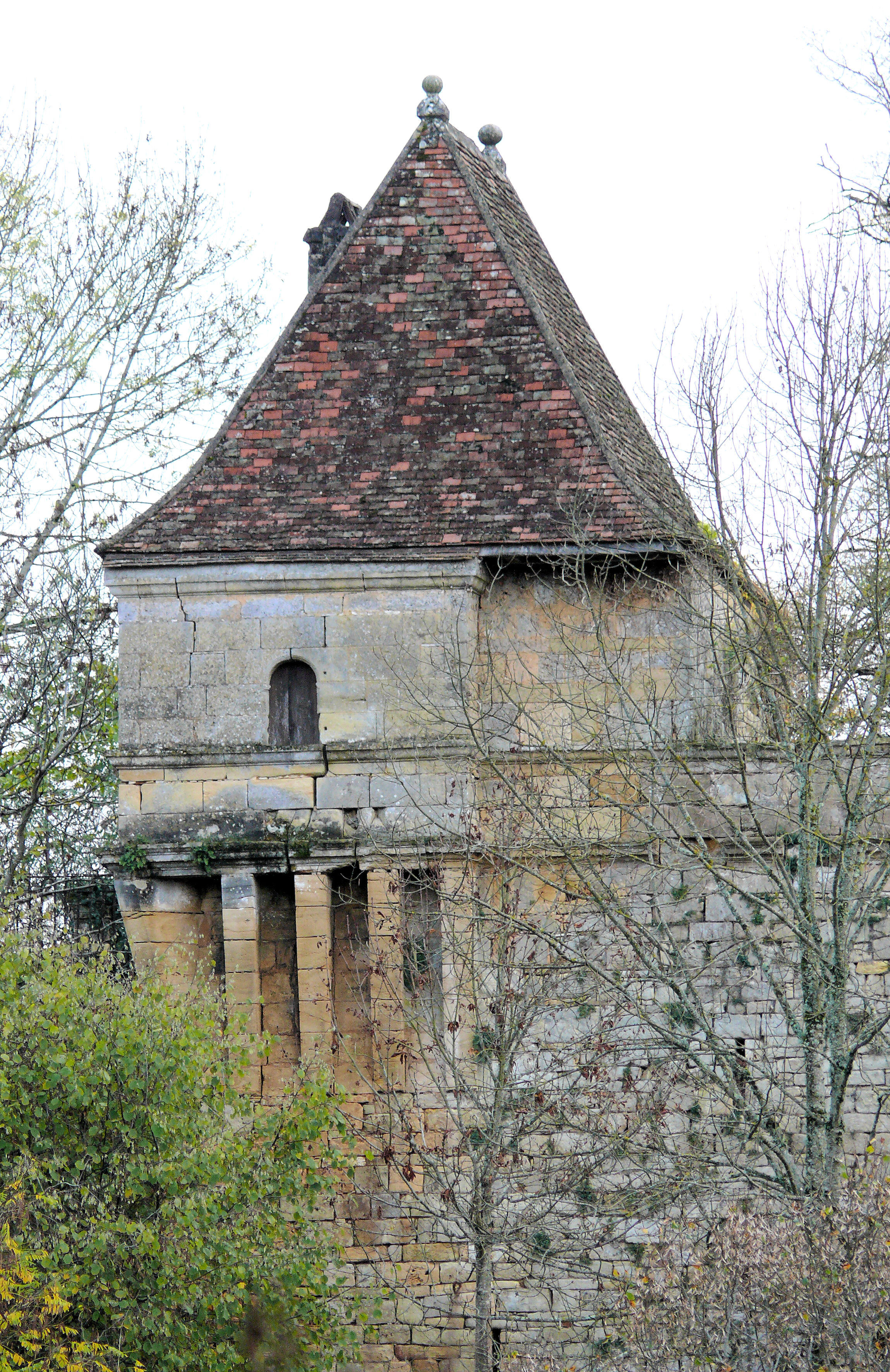
Pavillon du château de Berbiguières.
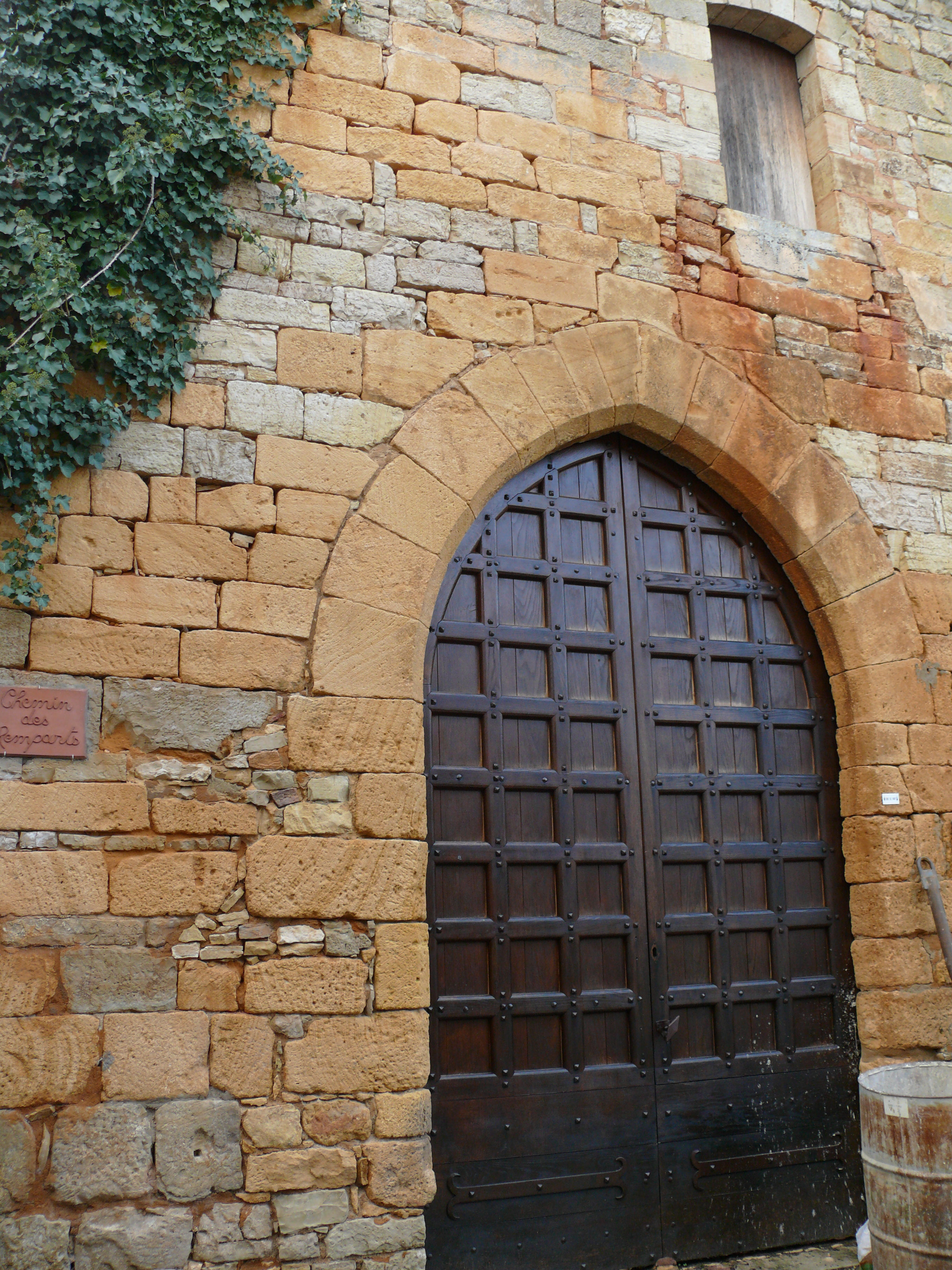
Une ancienne porte du château.
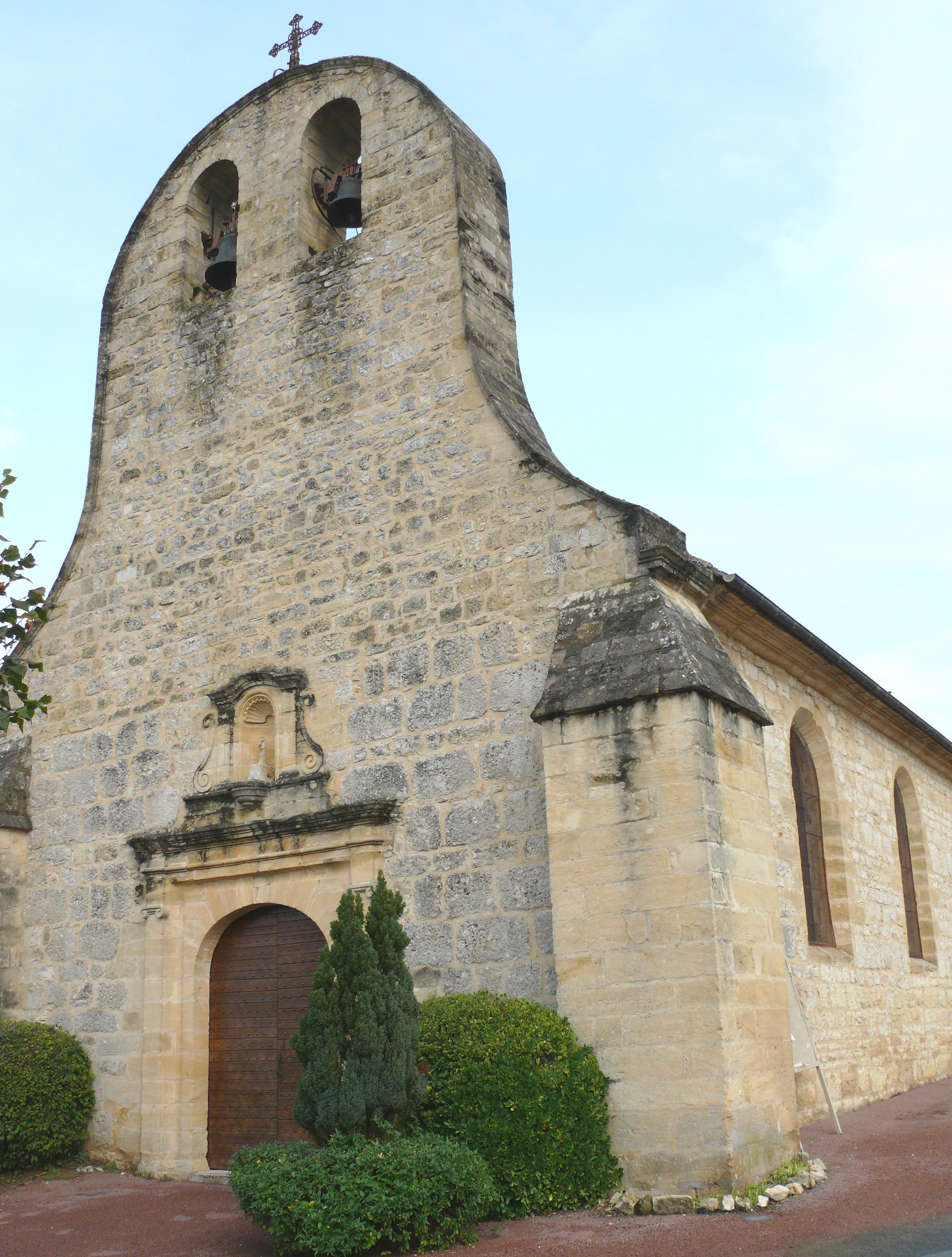
L'église Saint-Denys.

### Héraldique
| Blason de Berbiguières | Blason  | Écartelé: aux 1) et 4) d'argent au lion de sable, couronné, lampassé et armé de gueules, aux 2) et 3) d'azur à trois léopards d'or, couronnés, lampassés et armés de gueules, rangés en pal.  |
| Blason de Berbiguières | Détails | La commune possède un blason depuis 1992. Il représente le lion de la famille des Bourzolles et les trois léopards de la famille de Caumont. Le statut officiel du blason reste à déterminer. |

### Associations culturelles
L'association du Pont du Garrit se mobilise pour préserver, réhabiliter et animer le patrimoine du Pont du Garrit, qui traverse la Dordogne, entre les communes de Berbiguières et de Saint-Cyprien, ainsi que son environnement. Elle est aidée par Georges Pernoud ou Francis Cabrel[réf. nécessaire].

## Pour approfondir